# Elastisk spindling
Elastisk spindling (Cortinarius camptoros) är en svampart som beskrevs av Brandrud & Melot 1983. Elastisk spindling ingår i släktet Cortinarius och familjen spindlingar.  Arten är reproducerande i Sverige. Inga underarter finns listade i Catalogue of Life.